# Diestota angustifrons
Diestota angustifrons är en skalbaggsart som beskrevs av Sharp 1908. Diestota angustifrons ingår i släktet Diestota och familjen kortvingar. Inga underarter finns listade i Catalogue of Life.